# Кам'янська сільська рада (Ізюмський район)
Ка́м'янська сільська́ ра́да — адміністративно-територіальна одиниця та орган місцевого самоврядування в Ізюмському районі Харківської області. Адміністративний центр — село Кам'янка.

## Загальні відомості
- Територія ради: 62,87 км²
- Населення ради: 1 403 особи (станом на 2001 рік)
- Територією ради протікає річка Сіверський Дінець.

## Населені пункти
Сільській раді були підпорядковані населені пункти:
- с. Кам'янка
- с. Синичено
- с. Суха Кам'янка
- с. Тихоцьке

## Склад ради
Рада складалася з 16 депутатів та голови.
- Голова ради: Задніпровська Людмила Сергіївна

### Керівний склад попередніх скликань
| Прізвище, ім'я, по батькові      | Основні відомості                                                              | Дата обрання | Дата звільнення |
| -------------------------------- | ------------------------------------------------------------------------------ | ------------ | --------------- |
| Дуванський Сергій Володимировичч | Сільський голова, 1959 року народження, Партія регіонів, Батьківщина, Наш край | 26.03.2006   | 31.10.2010      |
| Спорник Світлана Вікторівна      | Сільський голова, 1963 року народження, освіта вища, позапартійна              | 31.10.2010   | 18.09.2011      |
| Задніпровська Людмила Сергіївна  | Сільський голова, 1971 року народження, освіта незакінчена вища, позапартійна  | 18.09.2011   |                 |

Примітка: таблиця складена за даними сайту Верховної Ради України

### Депутати
За результатами місцевих виборів 2010 року депутатами ради стали:

#### За суб'єктами висування
| Суб'єкт висування | Кількість обраних депутатів | %    |
| ----------------- | --------------------------- | ---- |
| Самовисування     | 9                           | 56,3 |
| Партія регіонів   | 7                           | 43,8 |

#### За округами
| № округу        | Прізвище, ім'я, по батькові       | Дата визнання обраним | Освіта             | Партійна приналежність                  | Відомості про обраного депутата                                                             |
| --------------- | --------------------------------- | --------------------- | ------------------ | --------------------------------------- | ------------------------------------------------------------------------------------------- |
| Партія регіонів |                                   |                       |                    |                                         |                                                                                             |
| 1               | Бережна Марія Миколаївна          | 01.11.2010            | середня спеціальна | член Партії регіонів                    | Кам'янська амбулаторія загальної практики — сімейної медицини, акушер                       |
| 2               | Петренко Іван Тимофійович         | 01.11.2010            | середня            | член Партії регіонів                    | Кам'янська загальноосвітня школа І-ІІІ ст., оператор газової котельні                       |
| 3               | Задніпровська Ольга Олександрівна | 01.11.2010            | середня спеціальна | член Партії регіонів                    | Кам'янське відділення поштового зв'язку, начальна відділення                                |
| 4               | Лєвіщева Ірина Іванівна           | 01.11.2010            | середня            | член Партії регіонів                    | Кам'янська загальноосвітня школа І-ІІІ ст., робітник                                        |
| 5               | Найдьонова Ольга Григорівна       | 01.11.2010            | вища               | позапартійна                            | Кам'янська загальноосвітня школа І-ІІІ ст., заступник директори з навчально-виховної роботи |
| 9               | Короткий Олександр Анатолійович   | 01.11.2010            | вища               | позапартійний                           | ТОВ «ІВАТ», агроном                                                                         |
| 11              | Алдохіна Ірина Володимирівна      | 01.11.2010            | середня спеціальна | позапартійна                            | ФОП Алдохіна, приватний підприємець                                                         |
| Самовисування   |                                   |                       |                    |                                         |                                                                                             |
| 6               | Спорник Олександр Андрійович      | 01.11.2010            | вища               | позапартійний                           | ФОП Спорник, приватний підприємець                                                          |
| 7               | Задніпровський Костянтин Павлович | 01.11.2010            | вища               | позапартійний                           | ФОП Задніпровський, приватний підприємець                                                   |
| 8               | Задніпровська Тетяна Олексіївна   | 01.11.2010            | вища               | член Партії регіонів                    | Кам'янська сільська рада, секретар                                                          |
| 10              | Перепелиця Микола Олександрович   | 04.12.2011            | середня спеціальна | позапартійний                           | приватний підприємець                                                                       |
| 12              | Меленець Ніна Іванівна            | 01.11.2010            | середня спеціальна | позапартійна                            | ФОП Меленець, приватний підприємець                                                         |
| 13              | Коротка Алла Василівна            | 01.11.2010            | середня спеціальна | член Політичної партії «Сильна Україна» | Сухо-Камянський фельдшерсько-акушерський пункт, завідувачка                                 |
| 14              | Савченко Володимир Ілліч          | 09.01.2011            | вища               | позапартійний                           | Слов'янський крейдо-вапняний завод, директор                                                |
| 15              | Савченко Ганна Яківна             | 01.11.2010            | вища               | позапартійна                            | ПАТ Слов'янський крейдо-вапняний завод, член наглядової ради                                |
| 16              | Дротік Віктор Васильович          | 01.11.2010            | середня спеціальна | позапартійний                           | пенсіонер                                                                                   |

## Населення
Згідно з переписом УРСР 1989 року чисельність наявного населення села становила 1569 осіб, з яких 683 чоловіки та 886 жінок.
За переписом населення України 2001 року в селі мешкало 1380 осіб.

### Мова
Розподіл населення за рідною мовою за даними перепису 2001 року:
| Мова       | Відсоток |
| ---------- | -------- |
| українська | 91,87 %  |
| російська  | 7,91 %   |
| грецька    | 0,07 %   |